# 國道26號 (印度)

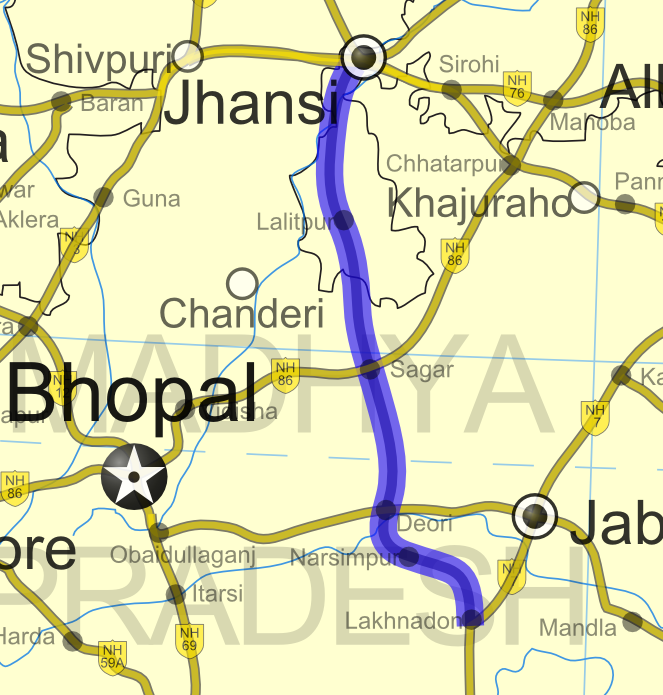
國道26號路線示意圖

國道26號（英語：National Highway 26，簡稱NH26），是一條連接印度北方邦西和中央邦拉克納東的國家級公路，全長396公里。
全路段是南北走廊的一部分。